# Arni (Argovia)
Arni (toponimo tedesco) è un comune svizzero di 1 871 abitanti del Canton Argovia, nel distretto di Bremgarten.

## Storia
Il comune di Arni è stato istituito nel 1983 con la soppressione del comune di Arni-Islisberg e la sua divisione nei comuni di Arni e Islisberg.

## Monumenti e luoghi d'interesse

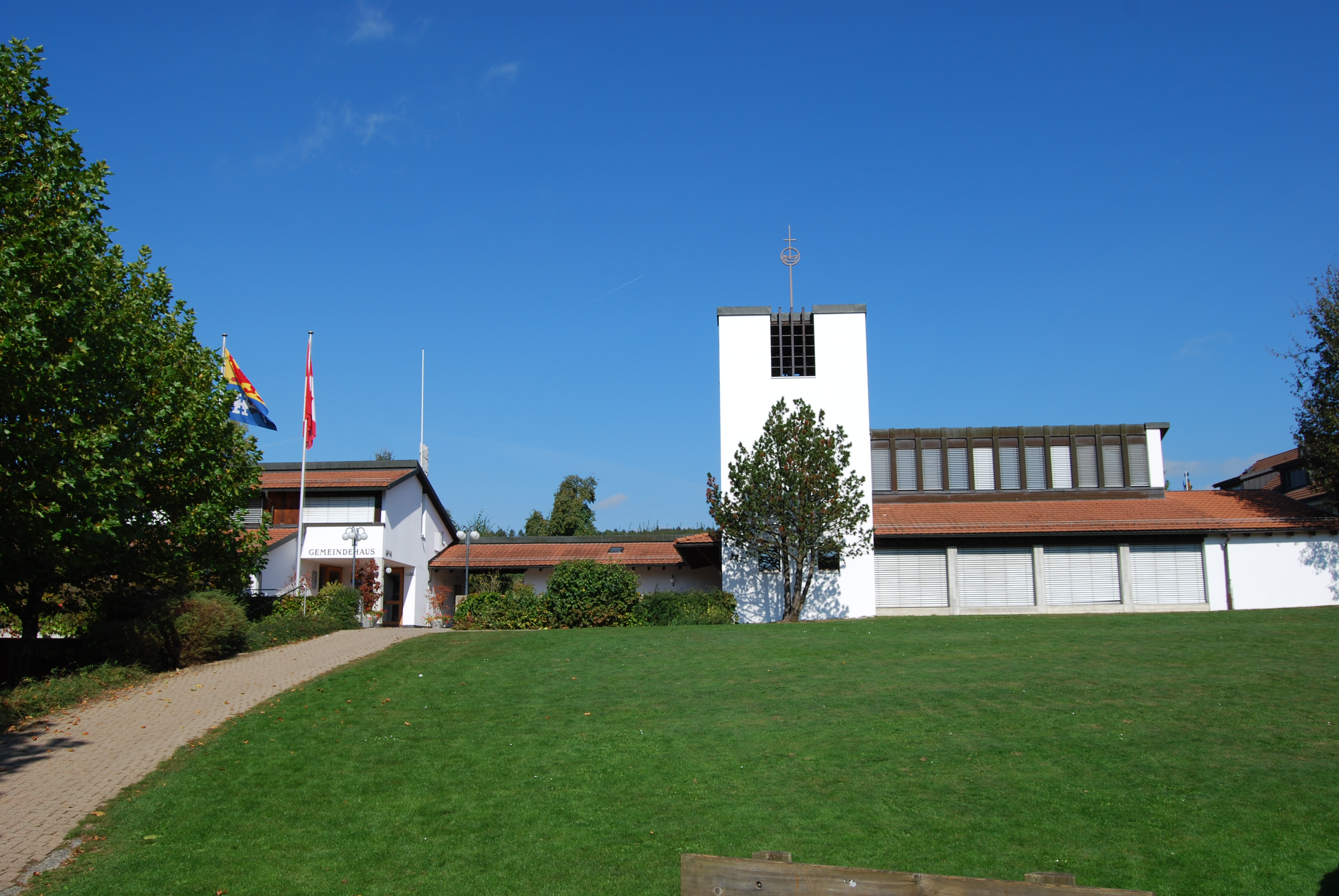
Il centro ecumenico di San Giovanni

- Centro ecumenico di San Giovanni, eretto nel 1983[1].

## Società

### Evoluzione demografica
L'evoluzione demografica è riportata nella seguente tabella:
Abitanti censiti

## Amministrazione
Ogni famiglia originaria del luogo fa parte del cosiddetto comune patriziale e ha la responsabilità della manutenzione di ogni bene ricadente all'interno dei confini del comune.